# Friedrich Mattern
Friedrich Mattern (* 6. November 1908 in Mannheim; † 24. Oktober 1994 in Karlsruhe) war ein deutscher Jurist und Bundesrichter am Bundesgerichtshof.

## Leben
Mattern absolvierte nach dem Ende seiner Schullaufbahn ein Studium der Rechtswissenschaft und schloss sein Studium mit beiden juristischen Staatsexamen ab. Er promovierte an der Ruprecht-Karls-Universität Heidelberg im 1932 bei Gustav Radbruch zum Dr. jur. Im Jahr 1934 wurde Mattern zum Staatsanwalt in Mosbach ernannt.
Im Jahr 1937 wurde er Mitglied der NSDAP und schon 1938 übernahm er aufgrund seiner hohen Qualifikation eine Stelle als Landgerichtsrat in Mannheim. Im 1941 wurde Mattern als Richter an das Sondergericht in Brünn versetzt. Nach dem Ende des Zweiten Weltkriegs wurde Mattern vorgeworfen, dort bei mehreren Prozessen nationalsozialistische Interessen im Protektorat Böhmen und Mähren vertreten zu haben.
Dazu schrieb Der Spiegel 1999:

„Der deutsche Richter Friedrich Mattern, Beisitzer an einem Sondergericht in Brünn, das im September 1942 in acht Tagen vier Tschechoslowaken zum Tode verurteilte, stieg 1958 zum Bundesrichter in Karlsruhe auf. Als zehn Jahre später seine frühere Richtertätigkeit publik wurde, zeigte Mattern Ansätze von Unbehagen: Er habe sich seinerzeit als »Knecht des Gesetzes« gefühlt. Daß es »Grenzen des richterlichen Gehorsams gibt«, sei für ihn »eine neue Erkenntnis«.“

1942 wurde Mattern zum Militärdienst nach Italien geschickt. 1945 wurde er als Soldat von den alliierten Streitkräften in Italien gefangen genommen und als Kriegsgefangener nach Ägypten verbracht.
Im 1948 wurde er wie andere Juristen einem Entnazifizierungsverfahren unterzogen und 1958 wurde er Bundesrichter in Karlsruhe.